# Leptojulis
Leptojulis is een geslacht van straalvinnige vissen uit de familie van de lipvissen (Labridae).

## Soorten
- Leptojulis chrysotaenia Randall & Ferraris, 1981
- Leptojulis cyanopleura (Bleeker, 1853)
- Leptojulis lambdastigma Randall & Ferraris, 1981
- Leptojulis polylepis Randall, 1996
- Leptojulis urostigma Randall, 1996